# Окесгов (станція метро)
59°20′31″ пн. ш. 17°55′26″ сх. д. / 59.34194° пн. ш. 17.92389° сх. д.
«Окесгов» (швед. Åkeshov) — станція Зеленої лінії Стокгольмського метрополітену, обслуговується потягами маршрутів Т17, Т19.
Станція була введена в експлуатацію 26 жовтня 1952 року, коли була відкрита черга Гетор'єт – Веллінгбю. 

До відкриття метро колії використовувала трамвайна лінія Ängbybanan з 1944 року.	
Розташована між станціями Енгбюплан і Броммаплан — за 11,5 км від станції Слюссен.
Пасажирообіг станції в будень —	2 400  осіб (2019)

Розташування: мікрорайон Норра-Енгбю, район Вестерот на заході міста Стокгольм.
Конструкція: Наземна відкрита з двома острівними прямими платформами.
Оздоблення: У рамках проекту «Мистецтво у стокгольмському метро» станція має бронзову скульптуру у квитковій залі, що символізує ненасильство. 
Скульптуру створив Карл Фредрік Ройтерсворд в 1998 році 

## Операції
| Попередня станція             | Лінія | Лінія     | Лінія | Наступна станція       |
| ----------------------------- | ----- | --------- | ----- | ---------------------- |
| Кінцева                       |       | Лінія T17 |       | Броммаплан до Скарпнек |
| Енгбюплан до Гессельбю-странд |       | Лінія T19 |       | Броммаплан до Гагсетра |